# Obersontheim
Obersontheim è un comune tedesco di 5 493 abitanti,, situato nel land del Baden-Württemberg.